# Wohnhaus Osterholzer Straße 12
Das Wohnhaus Osterholzer Straße 12 östlich des Kleinbahnhofs in der niedersächsischen Stadt Osterholz-Scharmbeck stammt aus vom Anfang des 20. Jahrhunderts. Aktuell (2025) wird es als Wohnhaus und Praxis genutzt.
Das Gebäude steht unter Denkmalschutz (siehe auch Liste der Baudenkmale in Osterholz-Scharmbeck).

## Geschichte und Beschreibung
Das eingeschossige giebelständige Gebäude auf Sockel mit Drempel und mit ziegelgedecktem Satteldach, mittigem westlichen Giebelrisalit sowie nördlicher aufwändiger Veranda in Holzkonstruktion wurde um 1900 gebaut. Die Nord- und Westfassade sind backsteinsichtig, Süd- und Ostfassade verputzt. Der Giebel hat ein Freigespärre und die Fensterumrandungen und die Schaufassaden wurden mit Stuck teils aufwändig dekoriert.
Das Landesdenkmalamt befand u. a.: „… ortsgeschichtlicher, gebäudetypischer und ortsbildprägender Zeugniswert …“